# (6165) Frolova
(6165) Frolova (1978 PD3) – planetoida z pasa głównego asteroid okrążająca Słońce w ciągu 3,62 lat w średniej odległości 2,36 j.a. Odkryta 8 sierpnia 1978 roku.